# Христианство в Литве
Христианство в Литве — самая распространённая религия в стране.
По данным исследовательского центра Pew Research Center в 2010 году в Литве проживало 2,98 млн христиан, которые составляли 89,8 % населения этой страны. Энциклопедия «Религии мира» Дж. Г. Мелтона оценивает долю христиан в 2010 году в 89,3 % (2,98 млн верующих).
Крупнейшим направлением христианства в стране является католицизм. В 2010 году в Литве действовало 1137 христианских церквей и мест богослужения, которые принадлежали 40 различным деноминациям.
Помимо литовцев, христианами также являются большинство живущих в стране поляков, русских, белорусов, украинцев, немцев, латвийцев, молдаван, армян и др.
Литовские христиане участвуют в экуменическом движении. В 1995 году в стране был создан Экуменический совет церквей Литвы, объединяющий в настоящее время лютеран, реформаторов, православных и баптистов.